# Везба
Везба е ръчна шевична украса върху народна носия.
В България се украсява предимно женско, отчасти и мъжко облекло. Везе се направо върху плата, в по-ново време и върху дебели тепани платове с пришита върху тях тънка мрежеста тъкан (канава) или по предварителна рисунка. Работи се най-често с вълнени, понякога с копринени или памучни конци, по-рядко се използват металически (сърмени) жички, но почти винаги заедно с текстилни.
Прилагат се разнообразни бодове: кръстат, полегат, възлов цепен, ажурен и др. Обикновено българската везба е рехава. За поле на орнаментите служи фонът на тъканта, най-често бял. Извезаните мотиви са геометрични, растителни, по-рядко животински, има и вещо орнаментирани човешки фигури, сечива, съдове и пр. Колоритът е в гамата на топлите червени цветове с контрастиращите им студени – зелени, сини и черни. Българската везба е географски обособена.